# Millions Now Living Will Never Die
Az 1996-os Millions Now Living Will Never Die a Tortoise második nagylemeze. A posztrock úttörő albumának tartják. Szerepel az 1001 lemez, amit hallanod kell, mielőtt meghalsz című könyvben.
Az album címe egy kifejezésből származik, amelyet főleg a Jehova Tanúi felekezet tagjai használták az 1900-as évek elején.

## Az album dalai
|    | Cím                       | Szerző(k) | Hossz |
| -- | ------------------------- | --------- | ----- |
| 1. | Djed                      | Tortoise  | 20:57 |
| 2. | Glass Museum              | Tortoise  | 5:27  |
| 3. | A Survey                  | Tortoise  | 2:52  |
| 4. | The Taut and Tame         | Tortoise  | 5:01  |
| 5. | Dear Grandma and Grandpa  | Tortoise  | 2:49  |
| 6. | Along the Banks of Rivers | Tortoise  | 5:50  |

| 7. | Gamera          | Tortoise | 11:55 |
| 8. | Goiri           | Tortoise | 6:39  |
| 9. | Restless Waters | Tortoise | 3:41  |

| 10. | A Grape Dope | Tortoise | 4:12 |

## Közreműködők
- Dan Bitney
- John Herndon
- Douglas McCombs
- John McEntire
- David Pajo

## Fordítás
Ez a szócikk részben vagy egészben a Millions Now Living Will Never Die című angol Wikipédia-szócikk ezen változatának fordításán alapul.  Az eredeti cikk szerkesztőit annak laptörténete sorolja fel. Ez a jelzés csupán a megfogalmazás eredetét és a szerzői jogokat jelzi, nem szolgál a cikkben szereplő információk forrásmegjelöléseként.